# Deserto arbustivo della Mesopotamia
Il deserto arbustivo della Mesopotamia è un'ecoregione dell'ecozona paleartica, definita dal WWF (codice ecoregione: PA1320).

## Territorio
Con il deserto arbustivo della Mesopotamia ci troviamo nel bel mezzo della Mezzaluna Fertile, l'antica «culla della civiltà» situata nelle vallate dei fiumi Tigri ed Eufrate. L'ecoregione si estende attraverso il sud-est della Siria, il nord-est della Giordania e il centro dell'Iraq fino alla frontiera con l'Iran, con un'exclave isolata comprende il centro-sud di Israele, il sud della Cisgiordania e l'est della Striscia di Gaza. L'ecoregione è costituita per lo più da quello che oggi è noto come deserto siriano. L'area è affascinante sia dal punto di vista ecologico che culturale. Costituisce un'importante sosta invernale per gli uccelli migratori eurasiatici e un rifugio per alcune popolazioni sparse di specie perseguitate dall'uomo, quali lupi, iene, leopardi, orici, gazzelle, cinghiali e altri.

## Flora
Questa ecoregione rappresenta una zona di transizione tra i vasti deserti a sud e le steppe a nord. Il clima è caldo e arido. La topografia è relativamente pianeggiante, e non vi sono grandi montagne. Alture di oltre 600 m sorgono lungo i margini occidentali dell'ecoregione, ma più ad est e nelle valli del Tigri e dell'Eufrate l'altitudine scende a meno di 100 m. Lungo i margini orientali, invece, si trovano i contrafforti degli Zagros, una regione dal terreno roccioso e ghiaioso dove allignano alberi di acacia ad ombrello (Acacia tortilis), varie specie di arbusti della famiglia Cistaceae e di piante camefite (arbusti nani a fusto legnoso). Sia uomini che animali tendono a radunarsi attorno alle poche zone umide e ai fiumi della regione. Canne e giunchi crescono nelle zone umide, mentre lungo i canali fluviali crescono pioppi tremuli (Populus tremula) e tamerici (Tamarix spp.).

## Fauna
Le zone umide, i deserti e le steppe di questa ecoregione sono zone di fondamentale importanza per gli uccelli migratori, sia come aree di sosta durante le migrazioni che come siti di svernamento. Tra gli uccelli che dipendono dalle acque dolci delle oasi del deserto vi sono l'anatra marmorizzata (Marmaronetta angustirostris), il grillaio (Falco naumanni) e l'aquila imperiale (Aquila heliaca). Alcuni uccelli tipici del deserto, come l'ubara asiatica (Chlamydotis macqueenii), traggono vantaggio dai torrenti stagionali noti come uidian. Dal momento che nella steppa desertica la densità di popolazione umana è piuttosto bassa, alcuni grossi vertebrati sono riusciti a sopravvivere. Tra questi vi sono predatori come il lupo (Canis lupus), lo sciacallo dorato (Canis aureus), la iena striata (Hyaena hyaena), il leopardo (Panthera pardus), il caracal (Caracal caracal) e il gatto della giungla (Felis chaus), e le loro prede, come l'orice bianco (Oryx leucoryx), la gazzella gozzuta (Gazella subgutturosa) e il cinghiale (Sus scrofa). Altre specie caratteristiche di questa ecoregione sono il gerboa dell'Eufrate (Allactaga euphratica), simile ad un gerbillo, e il varano del deserto (Varanus griseus), una lucertola.

## Popolazione
Nonostante la fama storica della regione come cuore della Mezzaluna Fertile e culla delle antiche civiltà sumera, babilonese e assira, la densità di popolazione attuale nel deserto arbustivo della Mesopotamia è generalmente molto bassa, specialmente nelle aree più interne e aride. Gli insediamenti umani si concentrano soprattutto nei pressi dei grandi corsi d'acqua come il Tigri, l'Eufrate e i loro affluenti, dove la presenza di acqua rende possibile l'agricoltura irrigua e la sopravvivenza di centri abitati, grandi e piccoli. Qui sorgono alcune delle più antiche città del mondo, ma vaste aree tra i fiumi rimangono oggi scarsamente popolate, caratterizzate da piccoli villaggi e insediamenti di pastori semi-nomadi.
Nelle zone di steppa e deserto, la popolazione è composta prevalentemente da gruppi beduini o da tribù nomadi e semi-nomadi dedite all'allevamento di ovini, caprini e cammelli, praticato seguendo i cicli stagionali e la disponibilità delle rare risorse idriche. Attività tradizionali come la raccolta di piante spontanee, la caccia e il commercio transumante persistono ancora in alcune aree marginali, sebbene il loro peso economico sia andato riducendosi negli ultimi decenni.
Nei pressi delle zone umide, delle oasi e delle paludi residue (come le famose paludi mesopotamiche), la densità di popolazione aumenta e si trovano villaggi specializzati nella pesca e nell'allevamento di bufali d'acqua. In queste aree, la pressione antropica sugli ecosistemi è maggiore, sia per la necessità di acqua per uso domestico e agricolo sia per il pascolo e la coltivazione delle terre.
Negli ultimi decenni, conflitti armati, migrazioni e degrado ambientale hanno influenzato la distribuzione della popolazione, con conseguente abbandono di alcune zone rurali e crescita caotica di insediamenti urbani lungo i grandi assi fluviali e nelle periferie delle città. Ciò ha spesso aggravato la pressione sulle risorse idriche, aggravando la competizione tra uso umano e bisogni ecologici.
La cultura locale è fortemente legata all'ambiente arido e alle risorse idriche, e conserva pratiche e conoscenze tradizionali sull'uso delle piante spontanee, sulla gestione dell'acqua e sull'adattamento alle condizioni climatiche estreme tipiche dell'ecoregione. Tuttavia, la modernizzazione e le trasformazioni economiche hanno modificato profondamente il modo di vivere tradizionale, soprattutto nei centri abitati e nelle aree di recente urbanizzazione.

## Conservazione

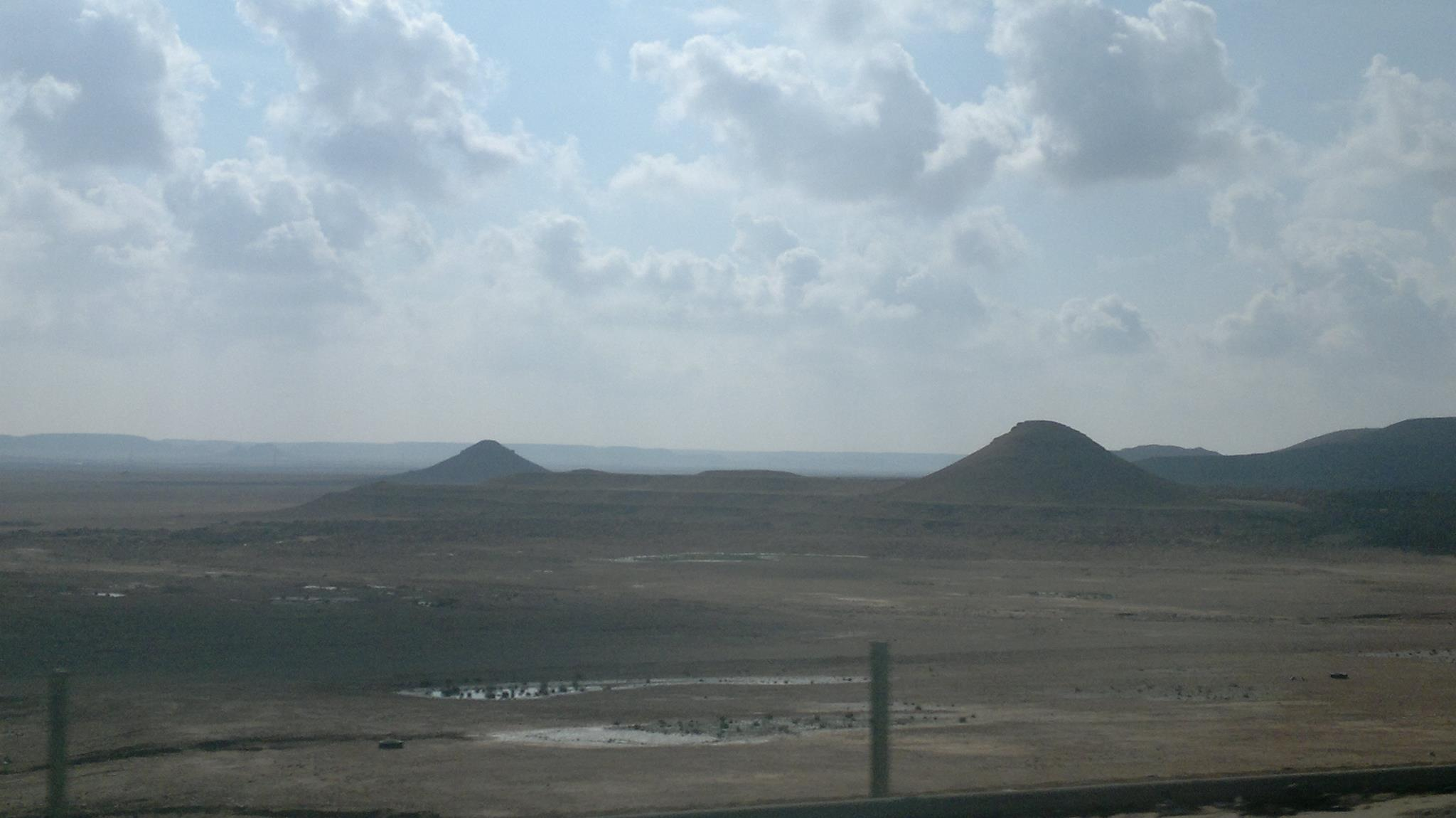
Panorama fotografato dall'autostrada Baghdad-Amman

L'impatto umano e le minacce derivate da quest'ultimo si concentrano spesso nelle aree limitrofe a fonti d'acqua permanenti o semi-permanenti. Queste oasi devono sopportare elevati livelli di attività umana. Il prelievo di acqua per il consumo umano, l'agricoltura e il bestiame (pecore, capre e cammelli) riduce la sua disponibilità per la fauna selvatica. Il pascolo incontrollato, la caccia e la pesca eccessiva costituiscono ulteriori problemi in alcuni settori dell'ecoregione.